# Hipparchia oberthueri
Hipparchia oberthueri är en fjärilsart som beskrevs av Rothschild 1917. Hipparchia oberthueri ingår i släktet Hipparchia och familjen praktfjärilar. Inga underarter finns listade i Catalogue of Life.